# 安中町
安中町（やすなかちょう）は、大阪府八尾市の地名。現行行政地名は安中町一丁目から安中町九丁目。住居表示は実施済み。

## 歴史
令制国一覧 > 畿内 > 河内国 > 渋川郡 > 安中新田、植松村の一部ほか

日本 > 近畿地方 > 大阪府 > 中河内郡 > 龍華町（ - 1948年） > 大字安中
宝永元年（1704年）の大和川付け替え後の新田開発により創生された地域である。玉手村の安福寺が中心となって新田開発を行ったため新田名が「安中」となったといわれる。検地後の石高は470石余。ほとんどが綿作だった。最初、江戸幕府直轄支配、宝暦6年以降大坂城代領、京都所司代を経て明和7年以降再び幕府直轄支配となり幕末に至る。
明治維新以降に安中村となり、1889年（明治22年）の市町村制施行に伴い龍華村の大字となる。同年に大阪鉄道が開通して八尾駅が開設された。そのころには新田経営に行き詰まり、地域内に製糸工場や油脂工場が建てられた。
太平洋戦争後の1948年（昭和23年）に八尾市の大字となり、1964年（昭和39年）に大字安中は、曙町（ほとんど）、相生町（1,4丁目の各一部）、高美町（7丁目）、南本町（9丁目）、植松町（1丁目、3丁目の一部）、栄町（1,2丁目の各一部）、高町（ほとんど）、東久宝寺（1丁目の一部） などに分割整理され、かつての大字植松の一部（植松溝の側町、植松一本松町、植松立花町の一部、植松陽光園町の一部、植松松山町の一部）を取り込み、現在の町域となり、町名変更されて安中町となる。

## 地理
地域の大半（2,3,4,5,9丁目あたり）は旧大和川（久宝寺川）の川床だった場所にあり、周囲より標高が若干高い。その中央付近を井路川水路である長瀬川が流れる。現在は住宅地・商業地と化している。

## 経済

### 産業
企業
- 株式会社 飯田 - 酒類食品総合卸売・清酒「長龍」の製造販売[5]
- 松本油脂製薬 安中倉庫 - 2丁目[6]

かつて存在した工場・製造所
- 上田膠製造所[7]
- 辻村膠製造所[7]
- 柴田製膠所[7]

### 事業所
2016年（平成28年）現在の経済センサス調査による事業所数と従業員数は以下の通りである。
| 丁目         | 事業所数  | 従業員数 |
| ------------ | --------- | -------- |
| 安中町一丁目 | 46事業所  | 755人    |
| 安中町二丁目 | 29事業所  | 142人    |
| 安中町三丁目 | 55事業所  | 416人    |
| 安中町四丁目 | 33事業所  | 319人    |
| 安中町五丁目 | 5事業所   | 22人     |
| 安中町六丁目 | 13事業所  | 169人    |
| 安中町七丁目 | 3事業所   | 12人     |
| 安中町八丁目 | 26事業所  | 165人    |
| 安中町九丁目 | 23事業所  | 173人    |
| 計           | 233事業所 | 2,173人  |

## 世帯数と人口
2020年（令和2年）3月31日現在（八尾市発表）の世帯数と人口は以下の通りである。
| 丁目         | 世帯数    | 人口    |
| ------------ | --------- | ------- |
| 安中町一丁目 | 185世帯   | 302人   |
| 安中町二丁目 | 315世帯   | 668人   |
| 安中町三丁目 | 971世帯   | 2,197人 |
| 安中町四丁目 | 230世帯   | 450人   |
| 安中町五丁目 | 313世帯   | 692人   |
| 安中町六丁目 | 324世帯   | 718人   |
| 安中町七丁目 | 177世帯   | 322人   |
| 安中町八丁目 | 418世帯   | 721人   |
| 安中町九丁目 | 115世帯   | 192人   |
| 計           | 3,048世帯 | 6,262人 |

### 人口の変遷
国勢調査による人口の推移。
| 1995年（平成7年）  | 6,067人 | [ 9 ]  |  |
| 2000年（平成12年） | 5,843人 | [ 10 ] |  |
| 2005年（平成17年） | 6,766人 | [ 11 ] |  |
| 2010年（平成22年） | 6,788人 | [ 12 ] |  |
| 2015年（平成27年） | 6,547人 | [ 13 ] |  |

### 世帯数の変遷
国勢調査による世帯数の推移。
| 1995年（平成7年）  | 2,325世帯 | [ 9 ]  |  |
| 2000年（平成12年） | 2,370世帯 | [ 10 ] |  |
| 2005年（平成17年） | 2,796世帯 | [ 11 ] |  |
| 2010年（平成22年） | 2,843世帯 | [ 12 ] |  |
| 2015年（平成27年） | 2,788世帯 | [ 13 ] |  |

## 学区
市立小・中学校に通う場合、学区は以下の通りとなる（2020年5月時点）。
| 丁目         | 番   | 小学校               | 中学校             |
| ------------ | ---- | -------------------- | ------------------ |
| 安中町一丁目 | 全域 | 八尾市立安中小学校   | 八尾市立成法中学校 |
| 安中町二丁目 | 全域 | 八尾市立安中小学校   | 八尾市立成法中学校 |
| 安中町三丁目 | 全域 | 八尾市立安中小学校   | 八尾市立成法中学校 |
| 安中町四丁目 | 全域 | 八尾市立安中小学校   | 八尾市立成法中学校 |
| 安中町五丁目 | 全域 | 八尾市立安中小学校   | 八尾市立成法中学校 |
| 安中町六丁目 | 全域 | 八尾市立安中小学校   | 八尾市立成法中学校 |
| 安中町七丁目 | 全域 | 八尾市立高美南小学校 | 八尾市立高美中学校 |
| 安中町八丁目 | 全域 | 八尾市立高美南小学校 | 八尾市立高美中学校 |
| 安中町九丁目 | 全域 | 八尾市立高美南小学校 | 八尾市立高美中学校 |

## 施設
- JR八尾駅
- ファミールハイツ八尾、ファミールアクシス八尾
八尾駅そばにある高層マンション。1999年（平成11年）まで富士紡績八尾工場（旧帝国製糸工場）があり、綿糸の生産を行っていた。
- 市立青少年運動広場
- 市営安中住宅
- 安中人権ふれあいセンター
- 日本バルカー工業（現バルカー[15]）工場
- 安中老人福祉センター
建物正面（安中診療所前交差点北西角）に八尾街道と信貴道の道標があり、八尾市教育委員会の説明碑がある。
- 安中診療所
1974年に八尾市立の診療所として開設された。1997年に医療法人医真会に業務委託され、現在は医真会の運営する診療所である。

## 交通

### 主要道路
- 大阪府道2号大阪中央環状線（旧道）
- 大阪府道178号八尾停車場線

### 鉄道
- JR関西本線 八尾駅

## 出身・ゆかりのある人物
- 柴谷光謹（政治家） - 八尾市長（第5代）。1967年（昭和42年）安中町一丁目に事務所を置き日本社会党から立候補、28歳で八尾市議会議員になった[16]。
- ジミー大西 - 吉本興業お笑いタレント。幼少期から柴谷光謹宅の隣に住んでいた[17]。
- 橋下徹（タレント、弁護士、政治家）[18] - 大阪府知事、大阪市長を務めた。父親の地元が安中である[注 1]。
- 橋下博焏（元暴力団土井組組員）[19] - 橋下徹の実父の弟（叔父）で、「丸万土木」という土建屋をやっていた[注 2]。

## その他

### 日本郵便
- 郵便番号 : 581-0085[2]（集配局：八尾郵便局[21]）。